# 鄭家屋敷

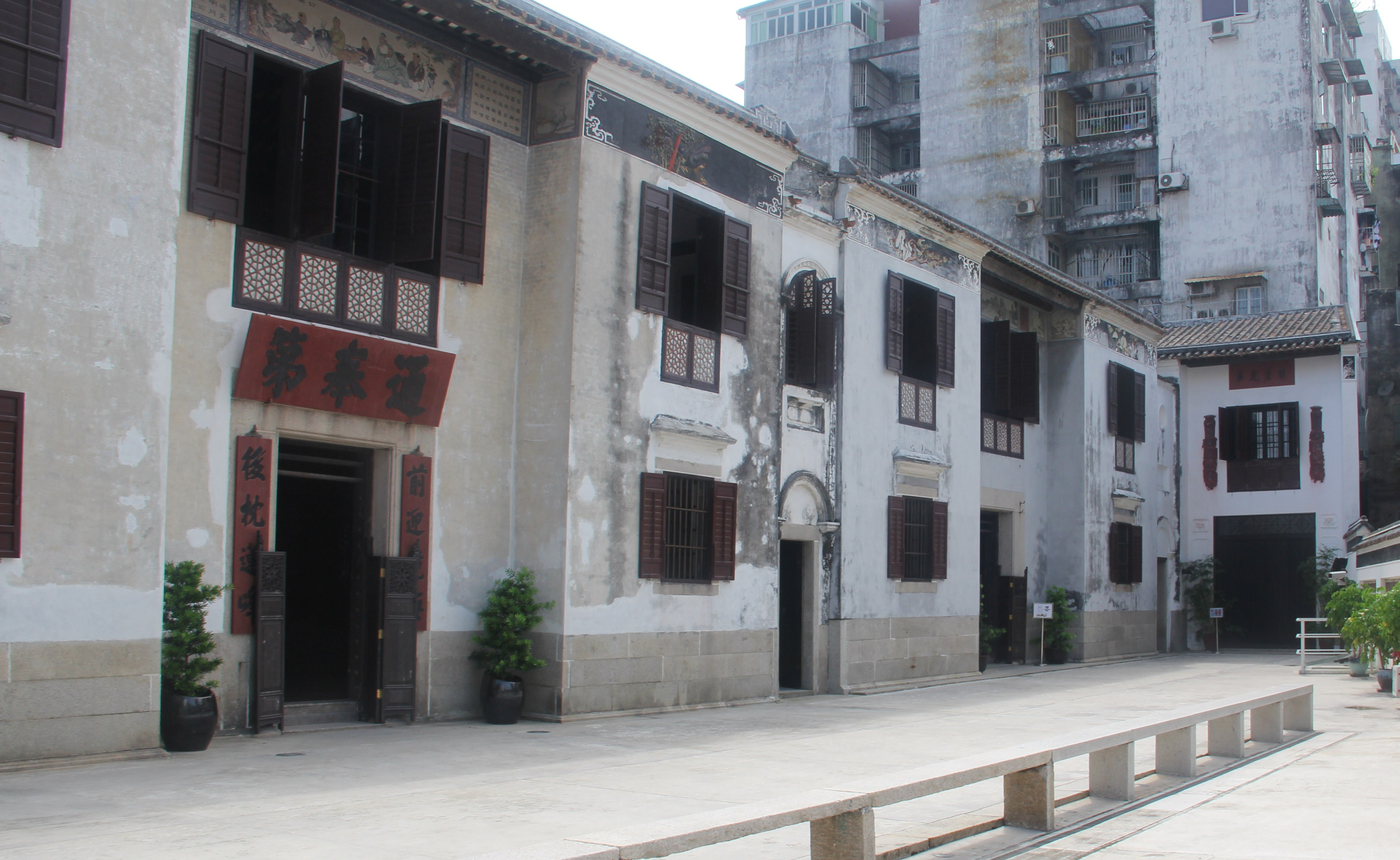
鄭家屋敷

鄭家屋敷（ていかやしき、中国語:鄭家大屋、ポルトガル語: Casa do Mandarim）は、19世紀に建てられた屋敷跡で、マカオにある中華建築に西洋や外国の様式が取り入れられた初期の建物として価値がある。占有面積4000m2、総部屋数60以上というマカオで最大規模の住居としてその名を轟かす。

## 歴史
鄭家屋敷は、鄭観応の父によって1869年（同治8年）に建てられた。主に広東様式で建てられたが、西洋の建築要素の融合で有名だ。
1990年代に、鄭家は徐々に引っ越し、家は貸し出された。施設内には一度に300人以上の入居者が住んでおり、生活環境が悪かった。
家は4,000平方メートルだった。家は火事でひどく損傷し、家を修理するのに8年かかった。
政府は2001年に施設を接収した。2005年に、この家はユネスコの世界遺産であるマカオ歴史地区の一部としてリストされた。